# Antonio Bresciani
Pour les articles homonymes, voir Bresciani.
Antonio Bresciani de Borsa, né le 24 juillet 1798 à Ala, dans le Province autonome de Trente (Italie) et décédé le 14 mars 1862 à Rome, est un prêtre jésuite italien, écrivain et essayiste ultramontain. Il est membre de l'équipe fondatrice de la revue Civiltà Cattolica.

## Biographie
Bresciani est déjà prêtre - ordonné en 1821 - lorsqu'il est admis dans la Compagnie de Jésus. Il commence son noviciat à Saint-André du Quirinal (Rome) le 20 novembre 1824. Contraint par des autorités civiles et religieuses (instiguées par son père) il doit quitter le noviciat en novembre 1826, avant d'y prononcer ses vœux. Il est réadmis parmi les Jésuites en 1828.
Plusieurs fois supérieur (Gênes) et recteur (collège de Turin) dans la région du Piémont, il prend fait et cause pour les groupes catholiques ultramontains italiens, à partir de 1837. Après trois ans de provincialat des Jésuites du Piémont (1843-1846) il 'monte' à Rome comme Recteur du collège de la 'Propaganda Fide' (1846-1850).
Dès sa fondation (1850) il est membre de l'équipe des écrivains de la revue, la Civiltà Cattolica où il s'occupe de la section littéraire. Il se donne alors entièrement à la plume et produit articles, essais et même nouvelles et romans, tous à la défense de Pie IX et pour la promotion d'une Italie unifiée sous l'autorité du pape, découvrant des 'complots' chez ceux qui s'opposent au pouvoir temporel du pape. Son roman le plus célèbre est Le juif de Vérone (L'ebreo di Verona) publié en 1850.
Antonio Bresciani meurt à Rome, le 14 mars 1862.
Ses écrits sont caractéristiques d'une certaine littérature italienne du XIXe siècle : ecclésiastique, polémique et passionnée. Au-delà des causes et thèses dépassées qu'il défendait on reconnait aujourd'hui une certaine valeur à son style fait de vivacité et goût pour le narratif. Ses œuvres ont été publiées en un ensemble de 17 volumes, de 1865 à 1869 (Rome et Turin).

## Écrits

### Publications
- Lionello o delle Società Segrete
- L'ebreo errante
- Lorenzo il coscritto
- L'ebreo di Verona, 1850
- República Romana
- Dei costumi dell'isola di Sardegna comparati con gli antichissimi popoli orientali, 1850
- Ubaldo e Irene
- Matilde di Canossa
- Iolanda di Groninga
- Olderico, o Lo zuavo pontificio
- L'assedio di Ancona (incompiuto)
- Lettere sopra il Tirolo tedesco
- Don Giovanni, ossia il benefattore occulto
- Ammonimenti di Tionide
- Avvertimenti a chi vuol pigliar moglie

### Narratif
- L'ebreo di Verona (1846-1849).
- Della Repubblica romana (appendice de L'Ebreo di Verona), 1855
- Lionello o delle Società Segrete (seguito de La Repubblica romana)
- Ubaldo e Irene - racconti
- La contessa Matilde di Canossa e Iolanda di Groninga (1858)
- Lorenzo, o il coscritto- racconto ligure (1856)
- Olderico, ovvero Il zuavo pontificio, racconto del 1860 (1862)
- La casa di ghiaccio o il cacciatore di Vincennes (1861)
- Vita del giovane egiziano Abulcher Bisciarah
- L'assedio di Ancona (incompiuto)

### Essais
- Lettere sopra il Tirolo tedesco, 1841, IV ed.
- Dei costumi dell'isola di Sardegna comparati con gli antichissimi popoli orientali, 1850
- Del romanticismo italiano, 1855
- Avvertimenti a chi vuol pigliar moglie, 1860.
- Edmondo, o Dei costumi del popolo romano, 1860
- Don Giovanni, ossia il benefattore occulto, 1863, II ed.
- Ammonimenti di Tionide al giovine Conte di Leone (1838)
- L'armeria antica del Re Carlo Alberto
- Viaggio nella Savoja, nel Fossigny e nella Svizzera
- Lettere familiari, erudite e descrittive, 1869
- Dei costumi dell'isola di Sardegna comparati cogli antichissimi popoli orientali, Volume I, Napoli 1850
- Dei costumi dell'isola di Sardegna comparati cogli antichissimi popoli orientali, A. Forni, 2001, p. 300